# Cyclisme aux Jeux méditerranéens de 1955
Navigation
Édition suivante
Les compétitions de cyclisme ont été introduites pour la première fois lors des Jeux méditerranéens de 1955 et se sont déroulées à Barcelone en Espagne.
L'Italie a dominé l'épreuve individuelle et le classement par équipes laissant à la France et à l'Espagne les médailles d'argent et de bronze par équipes.

## Programme
Deux épreuves masculines sont au programme : 
- la course en ligne ;
- le contre-la-montre par équipes

## Podiums hommes
| Compétitions                 | Or                        | Argent                 | Bronze               |
| ---------------------------- | ------------------------- | ---------------------- | -------------------- |
| Course en ligne individuelle | Giuseppe Fallarini Italie | Pietro Chiodini Italie | Giorgio Godio Italie |
| Contre-la-montre par équipe  | Italie                    | France                 | Espagne              |

## Tableau des médailles
| Rang  | Nation  | Or | Argent | Bronze | Total |
| ----- | ------- | -- | ------ | ------ | ----- |
| 1     | Italie  | 2  | 1      | 1      | 4     |
| 2     | France  | 0  | 1      | 0      | 1     |
| 3     | Espagne | 0  | 0      | 1      | 1     |
| Total | Total   | 2  | 2      | 2      | 6     |